# コーポレート・ミニストリー
コーポレート・ミニストリー(The Corporate Ministry)は、アメリカ合衆国のプロレス団体WWF(現・WWE)に存在したプロレスラーのユニット名である。
同時期の二つのヒールユニット、コーポレーションとミニストリー・オブ・ダークネスが合併して誕生した。

## メンバー
- ビンス・マクマホン
- シェイン・マクマホン
- ジ・アンダーテイカー
- ポール・ベアラー
- ミディオン
- ヴィセラ
- ビッグ・ボスマン
- ビッグ・ショー
- トリプルH
- チャイナ
- ジ・アコライツ
- ミーン・ストリート・ポッセ

## 入場曲
- Corporate Ministry